# 古氏石脂鯉
古氏石脂鯉，為輻鰭魚綱脂鯉目脂鯉亞目脂鯉科的其中一個種，為熱帶淡水魚，分布於南美洲巴西托坎廷斯河流域，體長可達47.8公分，棲息在底中層水域，屬雜食性，以昆蟲及果實等為食，生活習性不明。

## 扩展阅读
維基物種上的相關：古氏石脂鯉